# 菲尼克斯 (紐約州)
菲尼克斯（英語：Phoenix）是位於美國紐約州奧斯威戈縣的村。

## 人口
根據2020年美國人口普查的數據，菲尼克斯的面積為3.34平方千米，當中陸地面積為3.03平方千米，而水域面積為0.31平方千米。當地共有人口2226人，而人口密度為每平方千米666人。